# Christmas cracker

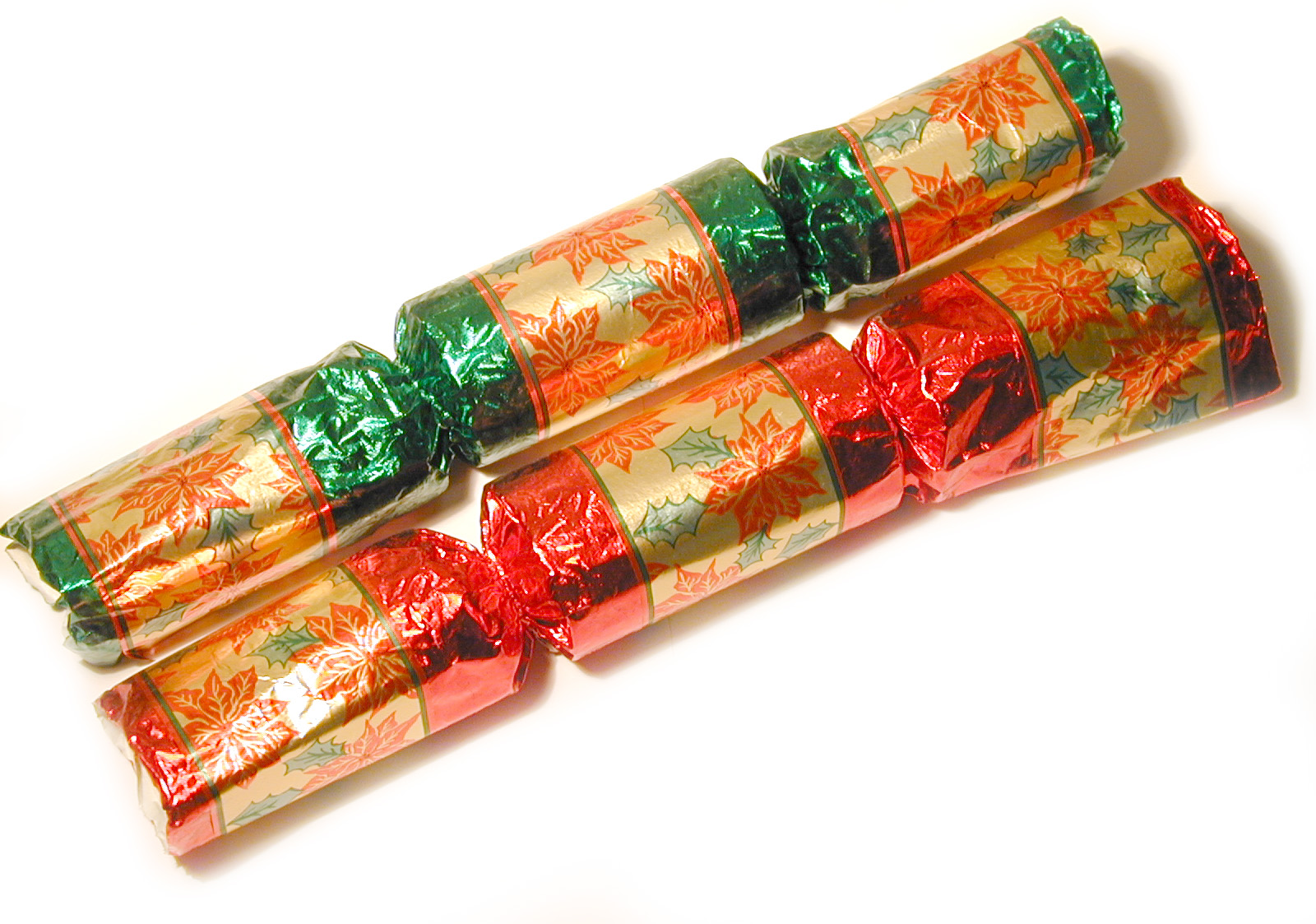
Christmas cracker

i Christmas cracker (cracker di Natale non commestibili ) sono gadget natalizi tradizionali del Regno Unito e dell'Irlanda. Un cracker consiste in un tubo di cartone avvolto in una carta dai colori brillanti in una confezione simile a quella tradizionale per le caramelle. Tirandone le estremità, il cracker si spezza, emettendo un piccolo botto prodotto da una striscia di carta impregnata di fulminato d'argento o di un'altra sostanza chimica instabile, che esplode per frizione. Da questo botto deriva il nome "cracker", che si riferisce allo schiocco di un oggetto che si spezza (to crack). All'interno del cracker si trovano alcune "sorprese", come un piccolo cappello o coroncina di carta, un biglietto con una battuta o una filastrocca, o qualche piccolo giocattolo. È tradizione che i cracker siano usati come segnaposto a tavola nel pranzo di Natale e che ciascun commensale indossi il cappello di carta che trova nel proprio cracker, ma vengono usati anche come addobbi per l'albero di Natale e in altre occasioni di festa.

## Storia
L'Oxford English Dictionary registra le espressioni "cracker bonbons" e "pulling crackers" ("tirare i cracker", per spezzarli) a partire dagli anni 1840. Secondo la tradizione, i cracker furono inventati nel 1847 da un certo Tom Smith di Londra. Smith sarebbe arrivato ai cracker attraverso una serie di idee per migliorare le vendite dei propri bon-bon, dapprima arricchendoli con un fogliettino con una frase romantica collocato all'interno (alla maniera dei biscotti della fortuna) e poi introducendo l'espediente del botto. Per fare spazio al materiale esplosivo, Smith dovette aumentare le dimensioni dell'involucro, ma ne mantenne la forma; da qui la forma di "grande caramella" dei cracker. A un certo punto, il dolcetto inizialmente contenuto nella confezione sparì, sostituito da piccoli doni. Il prodotto fu inizialmente venduto con il nome di cosaque, con riferimento allo schiocco della frusta dei cosacchi, ma in seguito si impose nell'uso comune la denominazione più onomatopeica di "cracker", soprattutto quando cominciarono a diffondersi imitazioni del cosacco di Smith prodotte da terzi e commercializzate sotto altri nomi. Altri elementi oggi tradizionali del cracker, come la presenza del cappello di carta, sono attribuiti al figlio di Tom Smith, Walter, che li avrebbe introdotti proprio per differenziarsi maggiormente dai propri rivali. 
A Tom Smith e alla sua famiglia è dedicata una fontana commemorativa in Finsbury Square a Londra.

## Denominazioni italiane
Non esiste una traduzione italiana della parola "cracker" usata con questo significato. Occasionalmente, il nome viene tradotto creativamente nella versione italiana di qualche opera letteraria, cinematografica o televisiva. Per esempio, i Christmas cracker sono chiamati "paccotti col botto" in un episodio de Il piccolo regno di Ben e Holly, "biscottini" in una puntata natalizia di Peppa Pig e "sorprese" in una puntata natalizia dei Teletubbies mentre mantengono la denominazione originale nella saga letteraria di Harry Potter.